# Лінкі Бошофф
Лінкі Бошофф (англ. Linky Boshoff; нар. 12 листопада 1956) — колишня південноафриканська тенісистка.
Перемагала на турнірах Великого шолома в парному розряді.
Завершила кар'єру 1978 року.

## Фінали турнірів Великого шолома

### Парний розряд (1 перемога)
| Результат | Рік  | Турнір                                | Покриття | Партнерка   | Суперниці                     | Рахунок  |
| --------- | ---- | ------------------------------------- | -------- | ----------- | ----------------------------- | -------- |
| Перемога  | 1976 | Відкритий чемпіонат США з тенісу 1976 | Ґрунт    | Ілана Клосс | Ольга Морозова Вірджинія Вейд | 6–1, 6–4 |

### Мікст (1 поразка)
| Результат | Рік  | Турнір                               | Покриття | Партнерка        | Суперниці              | Рахунок       |
| --------- | ---- | ------------------------------------ | -------- | ---------------- | ---------------------- | ------------- |
| Поразка   | 1976 | Відкритий чемпіонат Франції з тенісу | Ґрунт    | Колін Даудесвелл | Ілана Клосс Кім Ворвік | 7–5, 5–7, 2–6 |